# ミトゥナ

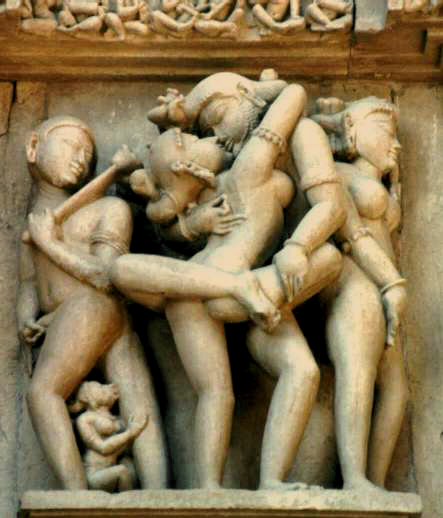

ミトゥナ（ヒンディー語: मैथुन / maithuna・खजुराहो / khajurāho）は、インドのカジュラーホーのパールシュバナータ寺院などに存在する男女交合像である。男女一対の神像は一日の時を支配する昼と夜または月の神々として崇拝された。性愛の体位を多種多様に表現しており、ラクシュマン寺院の壁面彫刻では一男三女の組み合わせの性交図もある。